# Euthalia rugei
Euthalia rugei är en fjärilsart som beskrevs av Ribbe 1898. Euthalia rugei ingår i släktet Euthalia och familjen praktfjärilar. Inga underarter finns listade i Catalogue of Life.